# Matsäck

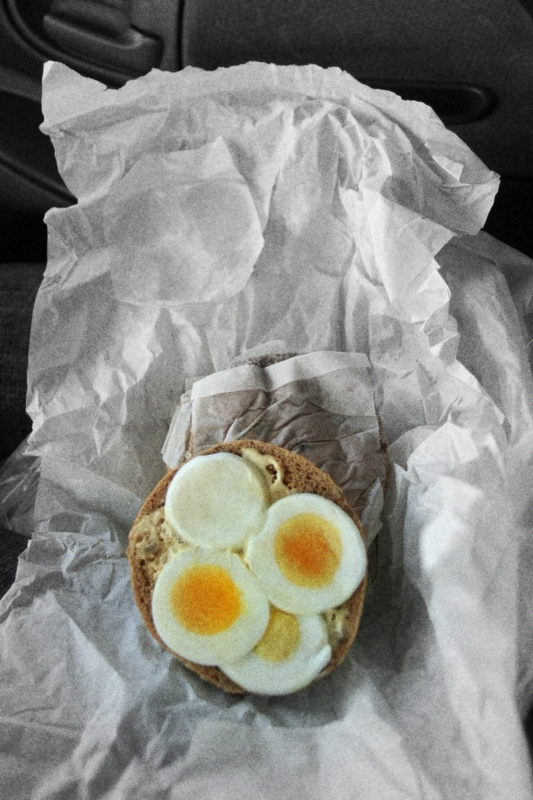
En matsäck med äggsmörgås i Sverige.

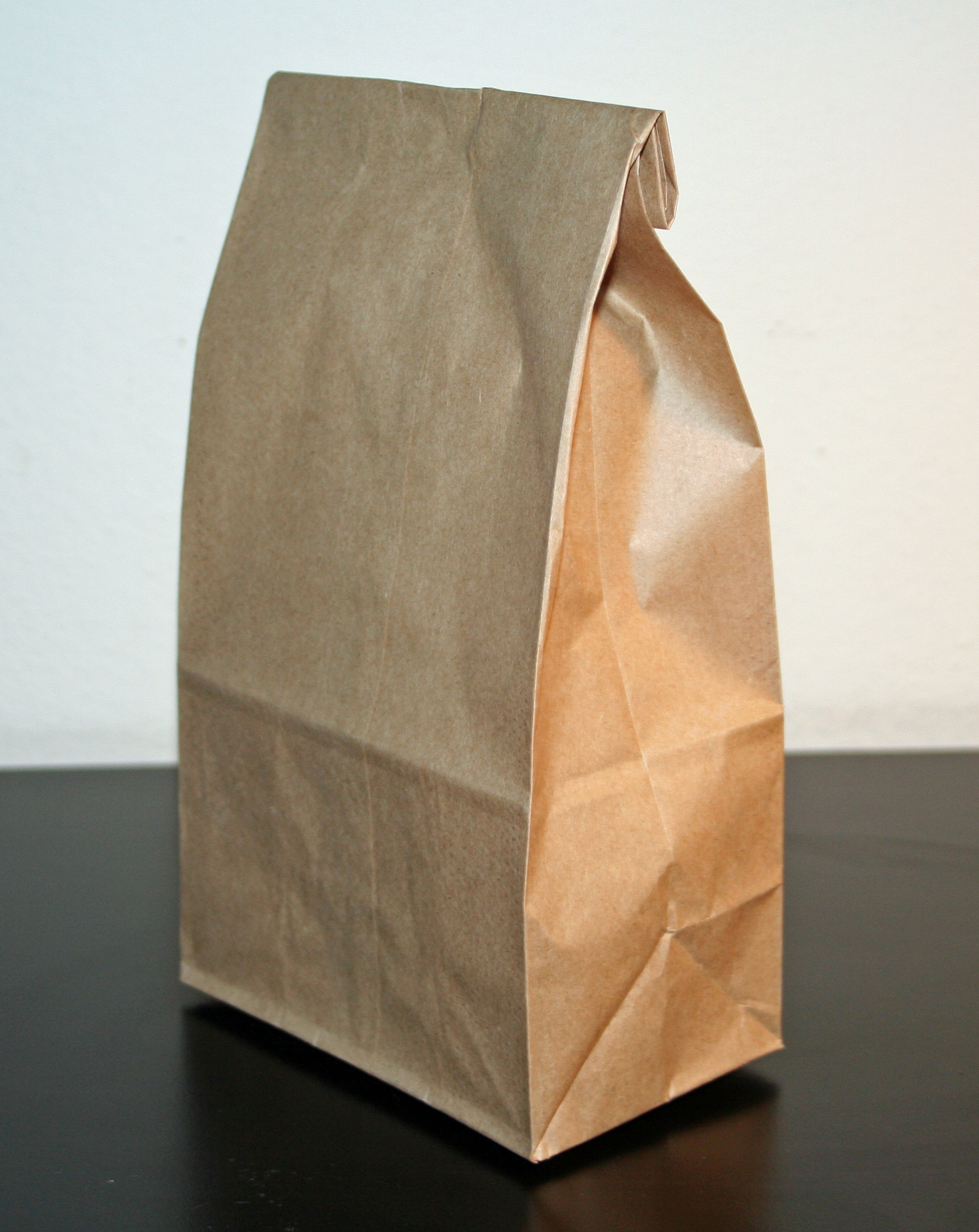
En brown bag, som är vanlig för matsäck i USA.

En matsäck är en måltid, vanligtvis lunch, som förbereds hemma och bärs för att ätas någon annanstans, som i skolan, på arbetsplatsen, eller på en utflykt. Då matsäcken är avsedd att förtäras under en resa talar man också om vägkost eller färdkost. Då är det ofta frågan om mellanmål eller mat för flera måltider. En måltid som äts ute i det fria kallas även för picknick, vilket även avser själva utflykten. Maten, som ofta är ouppvärmd, kan bäras i en matlåda, kylväska eller insvept i papper, plast eller folie.
Ordet matsäck är en sammansättning av orden mat och säck. Det finns skriftliga belägg för matsäck med smörgåsar i Sverige från 1500-talet. Särskilt förr var det i Sverige vanligt att maten bars i en säck eller påse på utflykter. Även tidigare än så förekom färdkost, men då handlade det om annat innehåll eller om proviantförråd på långresor. Matens hållbarhet var då en stor utmaning. Eftersom det ojästa brödet som tillagades i panna snabbt blev torrt och hårt var det länge vanligare med torkat, rökt eller saltat kött och fisk som färdkost på långresorna.

## Matsäck globalt

### USA
I USA, på ett informellt möte på jobbet vid lunch, tar många med sig matsäck i bruna påsar, detta har gett upphov till uttrycken "brown-bag lunch" eller vardagligt "brown bag", att förtära maten som ligger i dessa kallas för "brownbagging".

### Skandinavien
I Sverige består en matsäck ofta av bredda smörgåsar av ljust bröd med varierande pålägg; i Danmark är upplägget liknande, mycket av brödet brukar dock vara mörkt rågbröd. Matsäck i Norge (nistepack) har varit en stark tradition sedan 1930-talet, och en typisk norsk matsäck består ofta av smörgåsar som är packade i matpapper eller en matlåda.